# Ашвилл
А́швилл (англ. Asheville) — город в штате Северная Каролина, США.

## Общие данные
Площадь города Ашвилл составляет 107,0 км², из них 106,0 км² приходится на пригороды. Численность населения составляет 72.789 человек (на 2006 год). Плотность населения — 686,7 чел./км². Город расположен на высоте 650 метров над уровнем моря.

## География и история
Ашвилл находится в округе Банком (Bunkombe County), на самом западе штата Северная Каролина, близ границы с штатом Теннесси. Город лежит в центре Голубого хребта, в месте впадения реки Суоннаноа в реку Френч-Брод-Ривер.
Ашвилл вошёл в состав США в январе 1798 года. В 1880 году к городу была проведена железнодорожная линия. В 1929 году в свет вышел роман «Взгляни на дом свой, ангел» Т. Вулфа, прославившего Ашвилл (в романе — Алтамонт) и изобразившего его жителей, своих земляков.

### Климат
- Среднегодовая температура — +13,2 C°
- Среднегодовая скорость ветра — 2,8 м/с
- Среднегодовая влажность воздуха — 74 %

| Показатель                | Янв.  | Фев.  | Март  | Апр. | Май  | Июнь | Июль | Авг. | Сен. | Окт. | Нояб. | Дек.  | Год   |
| ------------------------- | ----- | ----- | ----- | ---- | ---- | ---- | ---- | ---- | ---- | ---- | ----- | ----- | ----- |
| Абсолютный максимум, °C   | 26,7  | 26,7  | 30,6  | 32,2 | 33,9 | 36,7 | 37,2 | 37,8 | 35,6 | 32,2 | 28,3  | 27,2  | 37,8  |
| Средний максимум, °C      | 8,6   | 10,6  | 14,8  | 19,8 | 23,8 | 27,4 | 28,9 | 28,3 | 24,9 | 20,1 | 14,9  | 9,7   | 19,3  |
| Средняя температура, °C   | 2,8   | 4,6   | 8,4   | 12,9 | 17,3 | 21,4 | 23,2 | 22,7 | 19,1 | 13,6 | 8,5   | 4,1   | 13,2  |
| Средний минимум, °C       | −2,9  | −1,3  | 1,9   | 6,0  | 10,8 | 15,3 | 17,6 | 17,2 | 13,2 | 7,0  | 2,1   | −1,5  | 7,1   |
| Абсолютный минимум, °C    | −26,7 | −22,8 | −16,7 | −6,7 | −2,2 | 1,7  | 6,7  | 5,6  | −1,1 | −6,7 | −17,2 | −21,7 | −26,7 |
| Норма осадков, мм         | 93    | 96    | 97    | 85   | 93   | 118  | 110  | 112  | 97   | 74   | 93    | 91    | 1159  |
| Источник: Погода и климат |       |       |       |      |      |      |      |      |      |      |       |       |       |

## Знаменитые уроженцы Ашвилла
- Томас Вулф — писатель
- Роберта Флэк — джаз-певица, музыкант и композитор
- Уоррен Хейнз — рок-музыкант, гитарист, певец и композитор.
- Кеннет Ноланд — художник-абстракционист.

## Города-побратимы[4]
- Карпенисион (Греция)
- Каракол (Кыргызстан)
- Сан-Кристобаль-де-лос-Касас (Мексика)
- Сомюр (Франция)
- Вальядолид (Юкатан) (Мексика)
- Владикавказ (Россия)
- Ошогбо (Нигерия)